# Vitănești, Teleorman
Vitănești este satul de reședință al comunei cu același nume din județul Teleorman, Muntenia, România. Se află în partea de est a județului. La recensământul din 2002 avea o populație de 1.268 locuitori. Satul este traversat de DN6 București - Cenad.

## Stella Maris de la Vitănești
În curtea conacului moșiei sale din Vitănești, omul politic Victor Antonescu a construit o copie fidelă a Capelei Stella Maris, construită în curtea Castelului Reginei Maria de la Balcic, Bulgaria. Deoarece soția sa, Eliza, se cunoștea foarte bine cu Regina Maria, a putut zidi capela după planurile celei de la Balcic. Interiorul este în întregime acoperit cu ofrescă, de factură neobizantină, realizată de pictorul Dimitrie Bascu, în anul 1942, iar sarcofagul din piatră sculptată este opera sculptorului Boris Caragea. Capela, în care se află mormântul lui Victor Antonescu, este declarată monument istoric, fiind inclusă în lista monumentelor istorice cu codul LMI TR-II-m-B-14238.01.
Victor Antonescu a lăsat capela, prin testament, Academiei Române, la 11 iulie 1943, dar în septembrie 1944, capela și conacul au fost jefuite de armata sovietică. De atunci a fost neglijată și s-a deteriorat puternic. Capela a fost complet restaurată în anul 1994 de pictorul Ion Drăghici, împreuna cu o echipă de pictori-restauratori formată din Marian Crângașu, Flori Antonescu, Mihaela, Veronica și diaconul George.